# Марк Валерий Гомулл
Марк Валерий Гомулл (лат. Marcus Valerius Homullus) — римский политический деятель середины II века.

## Биография
Происходил из патрицианского рода Валериев. Был сыном Тита Гомула, сенатора. О жизни известно мало. Был другом императора Антонина Пия.
В 152 году стал консулом вместе с Манием Ацилием Глабрионом. Известно, что любил заниматься философскими диспутами, был советником императора, вероятно входил в императорский совет. Вместе с тем есть данные о страсти Гомула к роскоши и собиранию ценных вещей, также известный остротами и афоризмами. Самым известным является»когда приходишь в чужой дом, будь немой и глухой".